# 殷鈞
殷 鈞（いん きん、484年 - 532年）は、南朝梁の政治家、学者。字は季和。本貫は陳郡長平県。

## 経歴
殷叡と王氏のあいだの子として生まれた。永明11年（493年）、母方の祖父の王奐（王份の兄）が処刑され、父の殷叡も殺害された。殷鈞は成長すると、恬淡として交遊も少なく、学問を好んだ。隷書を得意として、范雲や任昉に賞賛された。蕭衍は殷叡と旧交があったため、娘の永興公主を殷鈞にとつがせた。
天監初年、駙馬都尉に任じられ、秘書郎をはじめとして、太子舎人・司徒主簿・秘書丞をつとめた。宮中の秘閣の四部書を校定し、目録を改めて作った。また西省の法書の古跡を調査して、別に品目を作った。驃騎従事中郎・中書郎・太子家令に転じ、東宮の書記をつかさどった。ほどなく給事黄門侍郎・太子中庶子・尚書吏部郎・司徒左長史・侍中となった。東宮に学士が置かれると、殷鈞は学士に任じられた。仕事上の失敗で免官された。再び太子中庶子となり、国子博士・左驍騎将軍を兼ねた。明威将軍・臨川郡内史として出向した。
殷鈞は持病が多く、床に臥せって行政をみたが、臨川郡では善政で知られた。母の王氏が死去すると、辞職して喪に服した。服喪が終わると、五兵尚書に任じられたが、病の身に堪えないとして受けず、散騎常侍・歩兵校尉となり、東宮で勤務した。まもなく太子中庶子を兼ねた。昭明太子が死去すると、東宮を去り、散騎常侍のまま右游撃・国子祭酒となった。
中大通4年（532年）、死去した。享年は49。諡は貞子といった。

## 子女
- 殷構
- 殷渥

## 伝記資料
- 『梁書』巻27 列伝第21
- 『南史』巻60 列伝第50